# Pneumokokkenimpfung
Eine Pneumokokkenimpfung ist eine Impfung gegen Infektionen mit dem Bakterium Streptococcus pneumoniae. Sie kann gegen die Haupterreger der infektiösen bakteriellen Lungenentzündung (Pneumonie), die Pneumokokken, schützen.
Pneumokokken sind die Ursache für rund 25 bis 40 % aller ambulant erworbenen Lungenentzündungen und über 5.000 Todesfälle im Jahr in Deutschland. Weltweit sterben jährlich geschätzt mehr als 800.000 Kinder unter sechs Jahren an Pneumokokkeninfektionen.

## Empfehlungen der STIKO
Die Pneumokokkenimpfung wird in Deutschland von den gesetzlichen Krankenkassen bezahlt und wird seit 2006 empfohlen. Die Ständige Impfkommission (STIKO) am Robert Koch-Institut hat im Epidemiologischen Bulletin folgende Impfempfehlungen veröffentlicht:

### Grundimmunisierung bei Kindern bis 2 Jahren
Die Impfung gegen Pneumokokken ist für alle Kinder bis zum zweiten Geburtstag mit dem Konjugatimpfstoff PCV13 oder PCV15 empfohlen. Zu diesem Zweck soll die Grundimmunisierung für Kinder unter 12 Monaten mit einem 2+1-Schema erfolgen. Die erste Impfung reifgeborener Säuglinge beginnt bei einem Alter von mindestens 2 Monaten, die zweite Impfung folgt im Abstand von 8 Wochen. Eine Ausnahme vom 2+1-Schema bilden Frühgeborene (Geburt vor der vollendeten 37. SSW): Diese erhalten ab dem Alter von zwei Monaten drei Impfstoffdosen im Abstand von jeweils vier Wochen (3+1-Schema). PCV20 wird aufgrund der Art der Zulassung (3+1-Schema) und im Vergleich zu PCV13 und PCV15 geringeren Immunogenität nicht empfohlen.
In allen Fällen soll die Grundimmunisierung im Alter von 11–14 Monaten (und mit einem Mindestabstand von 6 Monaten zur vorausgegangenen Impfung) mit einer letzten Dosis abgeschlossen werden.
Säuglinge im Alter von 13–24 Monaten, die noch nicht geimpft wurden, erhalten als Nachholimpfung nur zwei Impfstoffdosen im Abstand von mindestens acht Wochen.
Da Polysaccharidimpfstoffe erst ab etwa zwei Jahren eine ausreichende Immunantwort erzielen, ist dieser auch erst ab dem zweiten Geburtstag zugelassen.

### Indikationsimpfungen bei Risikogruppen

#### Erhöhte gesundheitliche Gefährdung infolge einer Grundkrankheit
Bei Personen mit erhöhter gesundheitlicher Gefährdung für schwere Pneumokokkenerkrankungen (Risikogruppen) wird die Impfung gegen Pneumokokken unabhängig vom Alter empfohlen.
- Bei Kindern, Jugendlichen und Erwachsenen mit angeborenen oder erworbenen Immundefekten bzw. bei Immunsuppression, wie z. B.:
  - T-Zell-Defizienz bzw. gestörte T-Zell-Funktion
  - B-Zell- oder Antikörperdefizienz (z. B. Hypogammaglobulinämie)
  - Defizienz oder Funktionsstörung von myeloischen Zellen (z. B. Neutropenie, chronische Granulomatose, Leukozytenadhäsionsdefekte, Signaltransduktionsdefekte)
  - Komplement- oder Properdindefizienz
  - funktioneller Hyposplenismus (z. B. bei Sichelzellanämie), Splenektomie oder anatomische Asplenie
  - bei Krebserkrankungen
  - HIV-Infektion
  - nach Knochenmarktransplantation
  - immunsuppressive Therapie (z. B. wegen Organtransplantation oder Autoimmunerkrankung)
  - Immundefizienz bei chronischem Nierenversagen, nephrotischem Syndrom oder chronischer Leberinsuffizienz
- Bei sonstigen chronischen Krankheiten, wie z. B.:
  - chronische Erkrankungen des Herzens oder der Lunge (z. B. Asthma, Lungenemphysem)
  - chronische Stoffwechselkrankheiten, z. B. Diabetes mellitus
  - neurologische Krankheiten, z. B. Zerebralparesen oder Anfallsleiden
- Bei Personen mit anatomischen und fremdkörperassoziierten Risiken für Pneumokokken-Meningitis, wie z. B.:
  - Liquorfistel
  - Cochlea-Implantat

| Impfstatus            | Empfohlenes Impfschema für die sequenzielle Impfung (danach Wiederholungsimpfungen mit PPSV23 mind. alle 6J) | Empfohlenes Impfschema für die sequenzielle Impfung (danach Wiederholungsimpfungen mit PPSV23 mind. alle 6J) |
| --------------------- | --- | --- |
| Impfstatus            | 1. Impfung                                                                                                   | 2. Impfung                                                                                                   |
| keine Impfung         | PCV13/PCV15                                                                                                  | PPSV23 im Abstand von 6–12 Monaten                                                                           |
| PCV13 oder PCV15      | PPSV23 im Abstand von 6–12 Monaten                                                                           | entfällt |
| PCV7 oder PCV10       | PCV13/PCV15                                                                                                  | PPSV23 im Abstand von 6–12 Monaten                                                                           |
| PPSV23 vor < 6 Jahren | PCV13 im Abstand von 12 Monaten                                                                              | PPSV23 im Abstand von 6 Jahren zur vorangegangenen PPSV23-Impfung                                            |
| PPSV23 vor ≥ 6 Jahren | PCV13/PCV15                                                                                                  | PPSV23 im Abstand von 6–12 Monaten                                                                           |
| PCV13/PCV15 + PPSV23  | entfällt | entfällt |

Bei Kindern ab zwei Jahren und Jugendlichen bis 18 Jahren wird die eine sequenzielle Impfung mit dem Konjugatimpfstoff PCV13 oder PCV15 empfohlen. Daran schließt eine Impfung mit dem Polysaccharidimpfstoff PPSV23 nach 6–12 Monaten an. Wegen der begrenzten Dauer des Impfschutzes soll schließlich mindestens alle sechs Jahre mit PPSV23 nachgeimpft werden.
Erwachsene aller drei o. g. Risikogruppen sollen mit PCV20 geimpft werden. Sollten sie bereits eine sequenzielle Impfung (PCV13 + PPSV23) erhalten haben, wird nach mindestens sechs Jahren nach der PPSV23-Impfung eine Impfung mit PCV20 empfohlen. Eine Ausnahme bilden Erwachsene mit einer ausgeprägten Immundefizienz: dort kann bereits ein Jahr nach der PPSV23-Impfung mit PCV20 nachgeimpft werden.

#### Arbeitsmedizinische Vorsorge
Im Juni 2019 hat das Bundesministerium für Arbeit und Soziales die Arbeitsmedizinische Regel (AMR) 6.7 „Pneumokokkenimpfung als Bestandteil der arbeitsmedizinischen Vorsorge bei Tätigkeiten mit Gefahrstoffen durch Schweißen und Trennen von Metallen“ bekanntgegeben. Diese AMR befasst sich mit der Impfung zum Schutz vor pneumokokkenbedingten Erkrankungen, die durch die Tätigkeit mit Gefahrstoffen durch Schweißen und Trennen von Metallen (Schweißrauchexposition) begünstigt werden.
Diese Personen sollen mit dem Konjugatimpfstoff PCV20 geimpft werden; falls sie bereits vorher den Polysaccharidimpfstoff PPSV23 erhalten haben, dann sollen nach mindestens sechs Jahren mittels PCV20 geimpft werden (vorausgesetzt, die Exposition besteht weiterhin).

### Standardimpfung bei Erwachsenen über 60 Jahren
Alle Personen ab 60 Jahre, die nicht zu einer Risikogruppe gehören (s. o.), sollen eine einmalige Impfung mit dem 20-valenten Konjugatimpfstoff (PCV20) erhalten. Sollten sie bereits den 23-valenten Polysaccharidimpfstoff PPSV23 erhalten haben, wird empfohlen, nach mindestens sechs Jahren PCV20 zu verimpfen – Grund hierfür ist die begrenzte Schutzwirkung von PPSV23 sowie die höhere Effektivität von PCV20.

### Übersicht
| Impfung | Alter  | Alter  | Alter  | Alter  | Alter  | Alter  | Alter  | Alter | Alter | Alter | Alter |
| Impfung | Wochen | Monate | Monate | Monate | Monate | Monate | Monate | Jahre | Jahre | Jahre | Jahre |
| --- | ------ | ------ | ------ | ------ | ------ | ------ | ------ | ----- | ----- | ----- | ----- |
| Impfung | 6      | 2      | 3      | 4      | 5–10   | 11     | 12–23  | 2–4   | 5–17  | ab 18 | ab 60 |
| STIKO Impfempfehlung a) |        | G1     |        | G2     |        | G3 b)  |        |       |       |       | S c)  |
| Blau: empfohlener Impfzeitpunkt für die Grundimmunisierungsteilimpfungen (G1 bis G3) bzw. für die Standardimpfung (S) Hellblau: Nachholimpfzeitraum für Grundimmunisierung bzw. Impfserien-Komplettierung a) Frühgeborene: zusätzliche Impfstoffdosis im Alter von 3 Monaten, d. h. insgesamt 4 Impfstoffdosen b) Mindestabstand zur vorangegangenen Impfstoffdosis: 6 Monate c) Impfung mit PCV20 |        |        |        |        |        |        |        |       |       |       |       |

## Impfstoff
Da Pneumokokkenimpfstoffe nicht alle der etwa 90 pathogenen Pneumokokkenserotypen abdecken, bieten sie keine komplette Sicherheit vor Infektionen.
Der 23-valente Polysaccharidimpfstoff deckt etwa 90 Prozent der typischerweise für Pneumokokken-bedingte Erkrankungen verantwortlichen Serotypen ab. Daneben gibt es noch in Deutschland bzw. der EU mehrere zugelassene Konjugatimpfstoffe: gegen 10, 13, 15 sowie gegen 20 Serotypen mit unterschiedlicher Altersfreigabe. Bei ihnen sind die Kapselpolysaccharide an verschiedene Trägerproteine gekoppelt und an Aluminiumorthophosphat adsorbiert. Beim Polysaccharidimpfstoff werden die B-Zellen aktiviert, wodurch aber keine Gedächtniszellen aufgebaut werden. Beim Konjugatimpfstoff werden zusätzlich die T-Zellen stimuliert, sodass sich ein immunologisches Gedächtnis aufbauen kann; außerdem erhöht sich der mukosale Schutz durch Freisetzung sekretorischer Antikörper.

## Wirkung
Nicht wirksam ist die Pneumokokkenimpfung gegen eine Infektion des Liquorraums durch traumabedingte direkte Inokulation der Erreger.
Die Impfung (wie auch die Erkrankung selbst) erzeugt keine lebenslange Immunität. Die Immunität der Konjugat-Impfstoffe lässt sich durch den Polysaccharidimpfstoff boostern und um die 15 zusätzlichen Serotypen erweitern. Eine Zweitimpfung mit dem 23-valenten Impfstoff wird aufgrund von zunehmenden Lokalreaktionen und nachlassender Schutzwirkung trotz Wiederholung nicht empfohlen. Nur bei Personen mit angeborenen oder erworbenen Immundefekten, Patienten mit chronischen Nierenerkrankungen und bei Menschen nach Milzentfernung sollte die Impfung alle fünf Jahre wiederholt werden.
Ein Vorteil der Impfung gegenüber einer Behandlung mit Antibiotika ist, dass die Impfung auch dann gegen die durch den Impfstoff abgedeckten Serotypen schützt, wenn diese bereits antibiotikaresistent sind. Zudem wirkt die Impfung präventiv, das heißt, sie verhindert die Erkrankung – im Gegensatz zum therapeutischen Ansatz von Antibiotika. In den USA hat sich nach der allgemeinen Einführung der Impfung neben einer Abnahme der Zahl von Pneumokokken-Infektionen auch eine verminderte Rate Penicillin-resistenter Pneumokokken gezeigt.
Aufgrund der synergistischen Effekte der Pneumokokken und des Influenza-Virus und ähnlichen Risikoprofils der Erkrankten wird empfohlen, den Pneumokokkenschutz durch eine jährliche Grippeimpfung zu ergänzen.
Eine 2009 erschienene Metaanalyse fand keinen schlüssigen Beweis, dass die Impfung mit dem Polysaccharidimpfstoff die Pneumonierate und die Sterblichkeit verringere. Der Schutz gegen invasive Pneumokokken-Erkrankungen war deutlich bei sonst gesunden Erwachsenen, jedoch nicht bei chronisch Kranken.
In einigen Ländern wurde ein Anstieg der Pneumokokkenerkrankungen durch die nicht geimpften Serotypen festgestellt.

## Zugelassene Altersgruppen der Pneumokokken-Impfstoffe
Die polyvalenten Konjugatimpfstoffe (PCV10/13/15/20) sind für Personen ab einem Alter von 6 Wochen zugelassen, für Impflinge bis 17 Jahren umfasst das Anwendungsgebiet auch die Prävention von akuter Otitis media. Der zuletzt zugelassene 21-valente PCV ist ab 18 Jahren zugelassen. Die Zulassung des Polysaccharidimpfstoffs PPSV23 beinhaltet die Anwendung ab 2 Jahren.